# اوا دیربرگ
اوا دیربرگ (انگلیسی: Eva Dyrberg؛ زادهٔ ۱۷ فوریهٔ ۱۹۸۰) بازیکن سابق تنیس اهل دانمارک است.